# Observation Hill

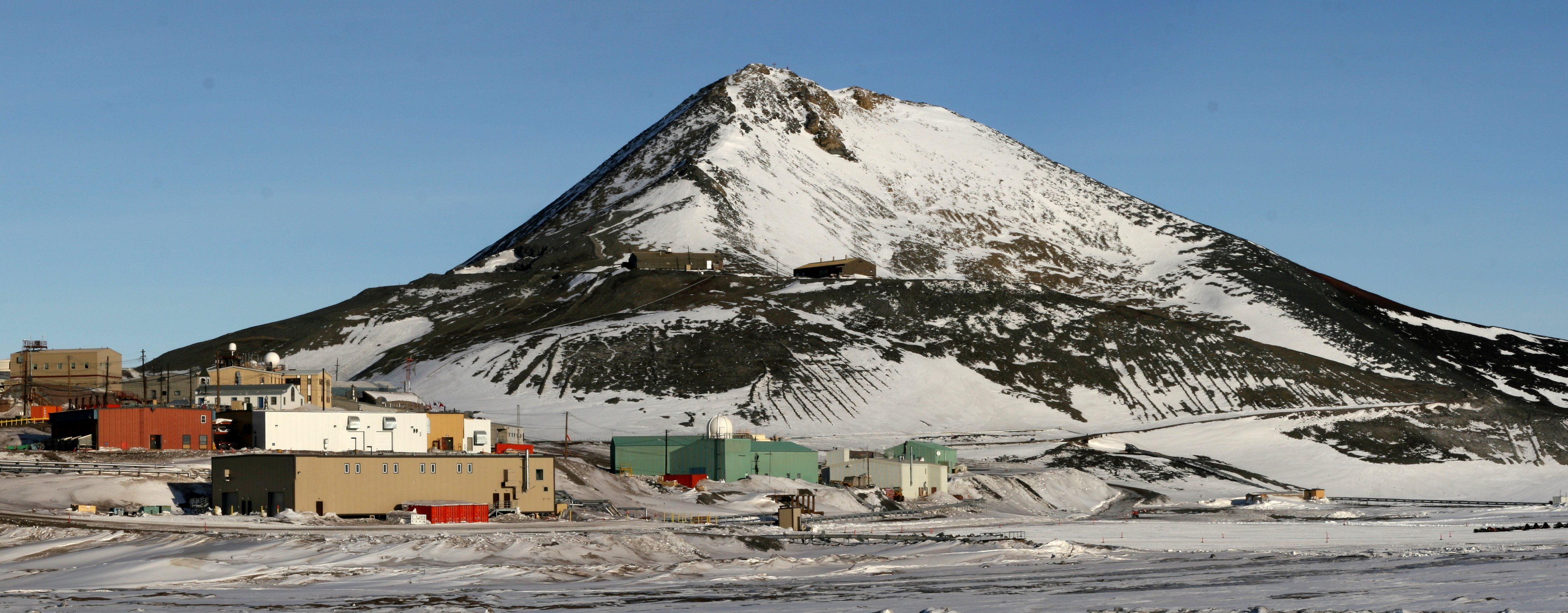
Observation Hill visto da Estação McMurdo

Observation Hill (Colina de Observação) é uma grande colina (cerca de 230 metros de altura) adjacente à Estação McMurdo, na Antártida. É também conhecida como Ob Hill. Escala-se frequentemente a colina para poder conseguir boa visão da região da estação, já que, quando o tempo está bom, obtém-se um excelente campo de visão.
No topo da colina, foi erguida uma grande cruz de madeira pela equipe que encontrou a equipe da Expedição Terra Nova, liderada por Robert Falcon Scott, cujos membros morreram durante a viagem de retorno do Pólo Sul devido ao cansaço e ao frio extremo. Na cruz, estão escritos todos os nomes da equipe, além de uma citação do poema Ulysses, de Alfred Tennyson: "To strive, to seek, to find, and not to yield" ("Lutar, buscar, achar, e não se render").